# Gopala
Gopala es la forma de Krisná como niño vaquero (pastor de vacas).

## Nombre sánscrito
- gopāla, en el sistema AITS (alfabeto internacional para la transliteración del sánscrito).[1]
- गोपाल, en escritura devanagari del sánscrito.[1]
- Pronunciación:
  - /gopalá/ en sánscrito[1] o bien
  - /gopál/ en varios idiomas modernos de la India (como el bengalí, el hindí, el maratí o el palí).
- Etimología: pastor, ‘cuidador de vacas’[1]
  - go: ‘vaca’
  - palá: ‘protector’

### Otras acepciones[1]
- gopalá (masculino): un vaquero; según el escritor Iagñá-Valkia, el Ramaiana (2.67.25), el Shatapatha-bráhmana (4), el Vāyasanei samjitá (30.11) y el Manu-smriti (4.253);
  - Según Pánini (6.2.78) esta palabra se pronuncia esdrújula: no gopalá ni gopála, sino gópala.
- Gopalá: Krisná; según el Visnú-purana (del siglo IV d. C.);
- Gopalá-Pati (‘el líder de los vaqueros’): Krisná; según el Majábharata (3.15530), texto épico-religioso del siglo III a. C.;
- gopalá: ‘protector de la Tierra’, un rey; según el Pañcha-tantra;
- Gopalá: nombre del dios Shivá; según lexicógrafos (tales como Amara Simja, Jalaiuda, Jema Chandra, etc.);
- Gopalá: nombre de un demonio que causa fiebre; según el Jari-vamsha (9556);
- Gopalá: nombre de un nagá; según textos budistas;
- Gopalá: nombre de un ministro del rey Bimbisara; según textos budistas;
- Gopalá: nombre de un rey; según textos budistas;
- Gopalá: nombre de un general del rey Kirti-Varman; según el Prabodha-chandrodaia (1.4);
- Gopalá: nombre de un erudito; según el Prataparudríia;

- gopaláka: un vaquero; según el Majábharata (3.14854) y el Kathá-sarit-ságara (18);
- Gopaláka: nombre de Krisná, según el Krama-dipiká;
- Gopaláka: nombre del dios Shivá; según lexicógrafos (tales como Amara Simja, Jalaiuda, Jema Chandra, etc.);
- Gopaláka: nombre de un hijo del rey Chanda-Majá-Sena de Uyainí; según el Kathá-sarit-ságara (16.103).

## Historia del concepto

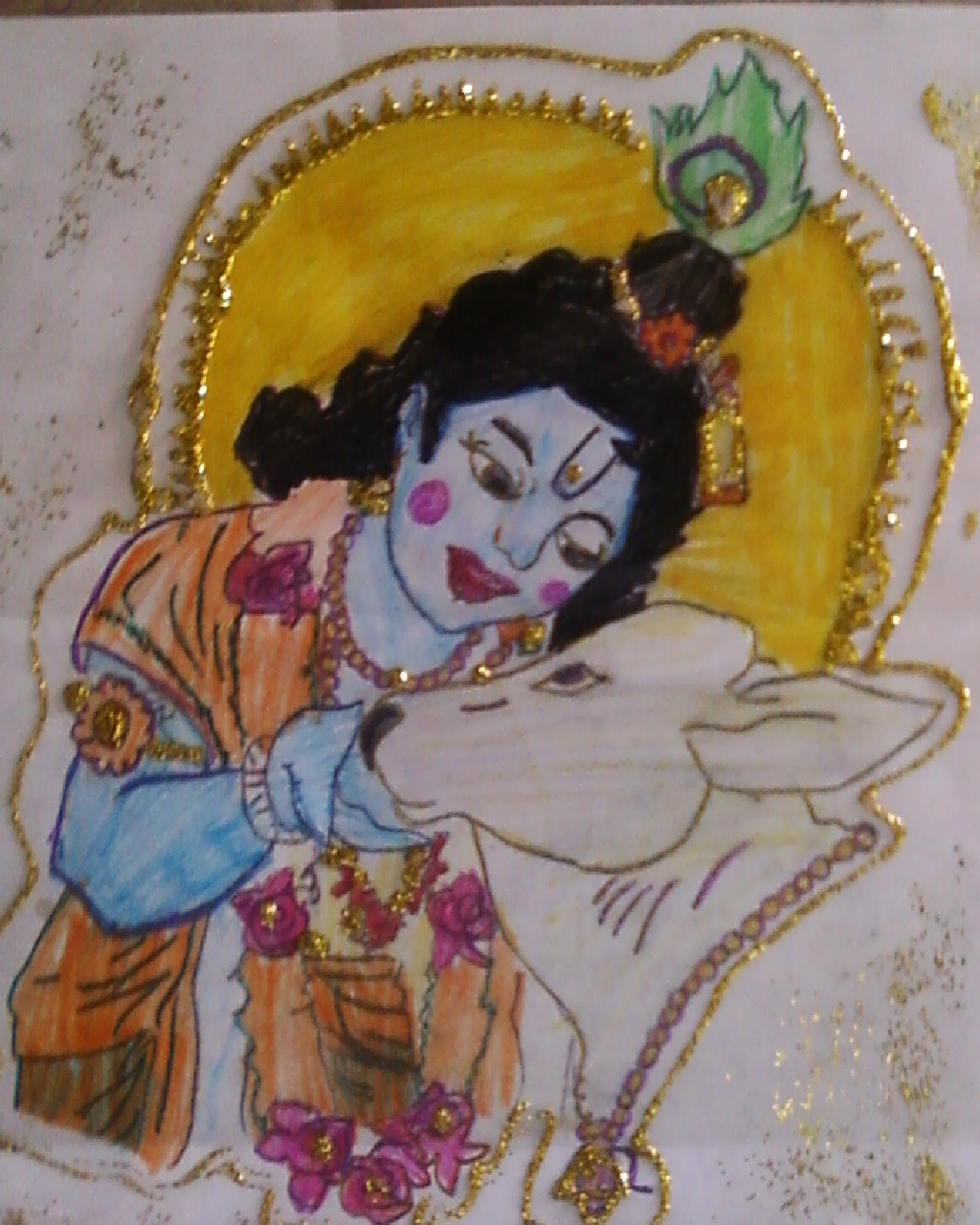
Gopala Krisná como cuidador de las vacas.

Históricamente, la adoración del niño dios pastor Gopala fue una de las primeras formas de culto en el krisnaísmo. Se cree que es un elemento clave de la historia temprana de la adoración a Krisná.
Esta tradición se originó de manera separada, y posiblemente anterior, a las otras tradiciones que más tarde se fusionaron en la tradición actual de la religión monoteísta de Krisná: el culto a Bala Krisná (Krisná como bebé), el bhagavatismo (Krisná como rey), y el culto a Vasudeva (Krisná como avatar del dios Visnú).
Desde el Visnú-purana (siglo IV d. C.) se agregó la doctrina de que cuando Krisná realiza sus pasatiempos como Gopalá, sus amigos pastorcillos son inconscientes de su divinidad, y lo tratan como a un igual. Incluso el propio Krisná ―cubierto por su energía especial Iogamaia― ignora sus poderes, lo que le permite disfrutar como un niño ordinario con sus amigos de su edad.